# Stepenitz - Poischower Mühlenbach - Radegast - Maurine
Stepenitz - Poischower Mühlenbach - Radegast - Maurine este o arie protejată (arie de protecție specială avifaunistică — SPA) din Germania întinsă pe o suprafață de 1.460 ha, integral pe uscat.

## Localizare
Centrul sitului Stepenitz - Poischower Mühlenbach - Radegast - Maurine este situat la coordonatele 53°47′11″N 11°13′25″E / 53.7864°N 11.2236°E.

## Înființare
Situl Stepenitz - Poischower Mühlenbach - Radegast - Maurine a fost declarat arie de protecție specială avifaunistică în aprilie 2008 pentru a proteja 17 specii de animale.

## Biodiversitate
Situată în ecoregiunea continentală, aria protejată nu include niciun habitat protejat.
La baza desemnării sitului se află mai multe specii protejate de  păsări (17): pescăruș albastru (Alcedo atthis), barză albă (Ciconia ciconia ciconia), erete de stuf (Circus aeruginosus), cristeiul de câmp (Crex crex), ciocănitoarea de stejar (Dendrocopos medius), ciocănitoare neagră (Dryocopus martius), Grus grus grus, sfrâncioc roșiatic (Lanius collurio), Luscinia svecica cyanecula, Mergus merganser merganser, gaia neagră (Milvus migrans), gaia roșie (Milvus milvus), viespar (Pernis apivorus), cresteț pestriț (Porzana porzana), chiră de baltă (Sterna hirundo), silvie porumbacă (Sylvia nisoria), călifar alb (Tadorna tadorna).